# Leonard Anthony Springer

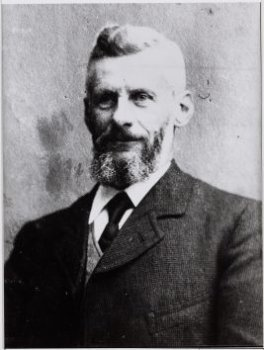
Leonard Anthony Springer

Leonhard Anthony Springer (* 24. Januar 1855 in Amsterdam; † 28. September 1940 in Haarlem) war einer der wichtigsten Landschaftsarchitekten in der niederländischen Gartenkunst des 19. und 20. Jahrhunderts.

## Biografie
Springer war der Sohn des bedeutenden niederländischen Malers Cornelius Springer (1817–1891) aus Amsterdam. Er absolvierte zunächst eine Ausbildung zum Gärtner. Nach seinem Studium machte er sich einen Namen als Landschaftsgärtner und war selbständiger Architekt in  Haarlem. Unter anderem hat er die gärtnerischen Anlagen für das Weingut Haveke in Geachtet entworfen.
Am Ende des 19. Jahrhunderts bekam er nur wenige Aufträge und er wirkte für eine längere Zeit als Lehrer. Von 1912 bis 1922 arbeitete sein Büro eng mit dem Architekten Johan Wilhelm Hanrath zusammen. Er half in den 1920er-Jahren bei der Gründung von Verbänden und Vereinen der niederländischen Gartenarchitekten.
Die genaue Kenntnis der historischen Entwicklung der Gartenkunst und der zugehörigen Materialien war nach Springers Verständnis ein Muss für jeden Gartenarchitekten. Ein Gartenarchitekt, arbeitend nach eigenen Vorstellungen und Geschmack, soll seine Persönlichkeit trotz alledem der Natur unterstellen.
Springer kann als einer der letzten und wichtigsten Vertreter des niederländischen Landschaftsstils angesehen werden.
Er hinterließ seine europaweit einzigartige große Bibliothek (über 700 Gartenbücher, teilweise aus dem frühen 17. Jahrhundert), sein Herbarium, seine Entwurfszeichnungen, alte Drucke, Fotografien und weitere Materialien 1936 der damaligen Staatlichen Landwirtschaftlichen Hochschule (Vorläufer der heutigen Universität Wageningen) in Wageningen. Die Bücher bilden heute den Grundstock der Sammlung „TUiN“ (= „GARdeN“, Garden Architecture Archives of the Netherlands), das Herbarium wurde Teil des „Herbarium Vadense“ in Wageningen.

## Werke
(Auswahl)
- Der nach englischem Vorbild 1916/1917 angelegte Landschaftspark des Landgutes het Haveke in Eefde ist sein Werk und ist in seiner Anlage fast vollständig erhalten.
- Ein weiteres Werk ist der Rijsterborgherpark in Deventer.
- Der Oosterpark im Stadtteil Oosterparkbuurt in Amsterdam-Oost.
- Der Stadspark in Groningen